# Christine Lambrecht
Christine Lambrecht   (Mannheim, 19 de juny de 1965) és una política alemanya. Fou ministra federal de Defensa entre els anys 2021 i 2023.

## Carrera
Va estudiar dret a la Universitat de Mannheim i després a la de Magúncia i va fer pràctiques a Darmstadt
El 19 de juny de 2019, s'anuncia el seu nomenament per substituir Katarina Barley com a ministra Federal de Justícia i Protecció del Consumidor. Va prendre possessió l'1 de juliol.
El maig de 2021, va ser nomenada ministra federal de Famílies, Gent Gran, Dona i Joventut després de la renúncia de Franziska Giffey i conserva aquest ministeri fins al final de la legislatura.
Després de l'elecció pel Bundestag d'Olaf Scholz com a canceller el 8 de desembre de 2021, va ser nomenada ministra Federal de Defensa. Un any després, va dimitir entre crítiques per la seva gestió de la guerra a Ucraïna, i va ser substituïda el 19 de gener de 2023 per Boris Pistorius.